# Feminizmus

A feminizmus szimbóluma a Vénusz-tükör

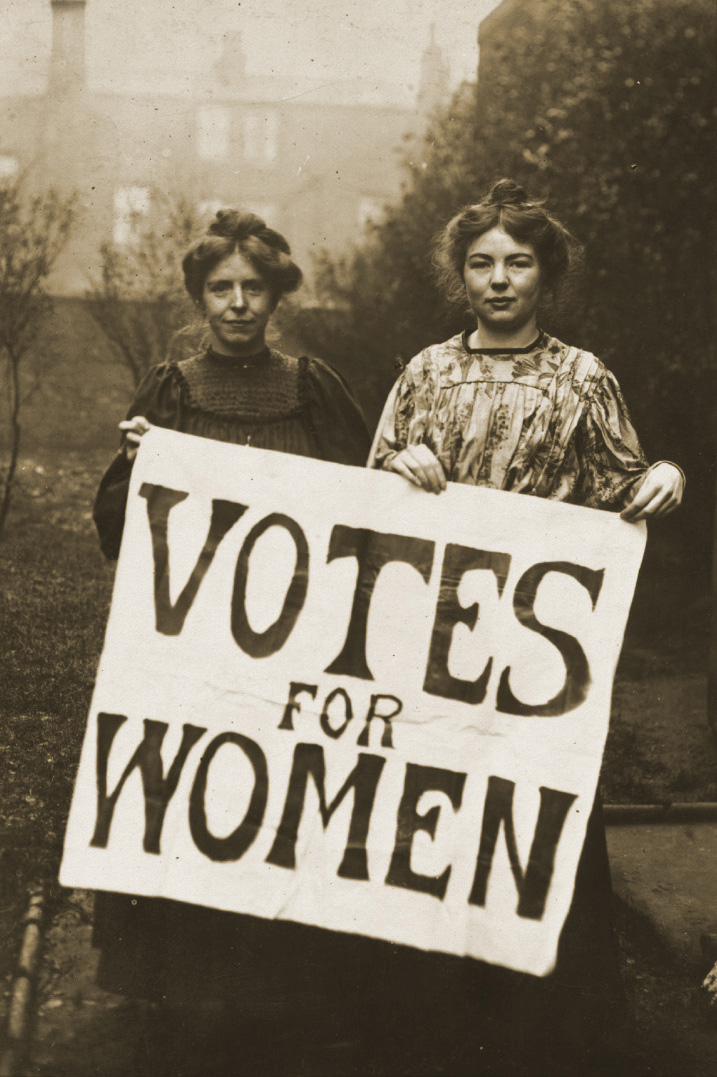
Annie Kenney és Christabel Pankhurst a nők választójogáért kampányolnak

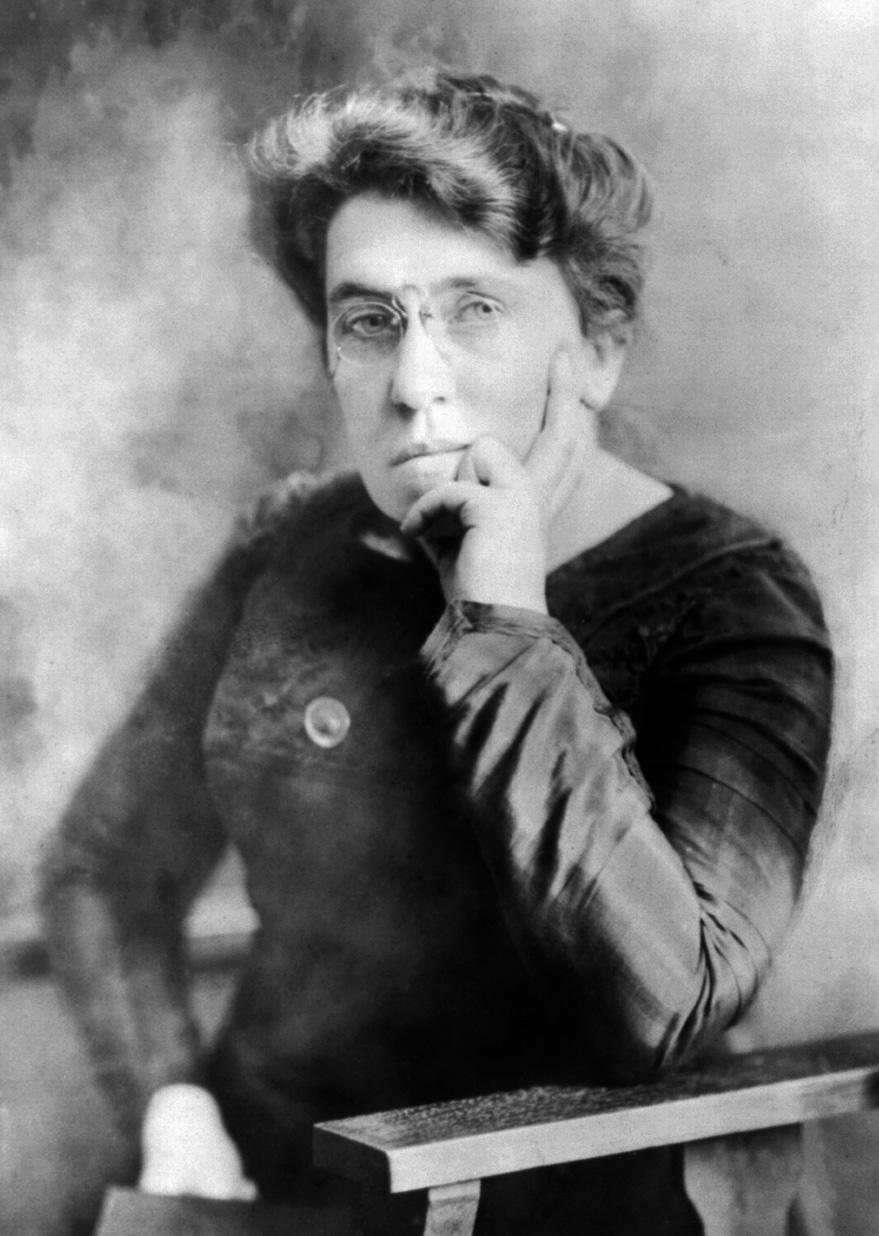
Emma Goldman

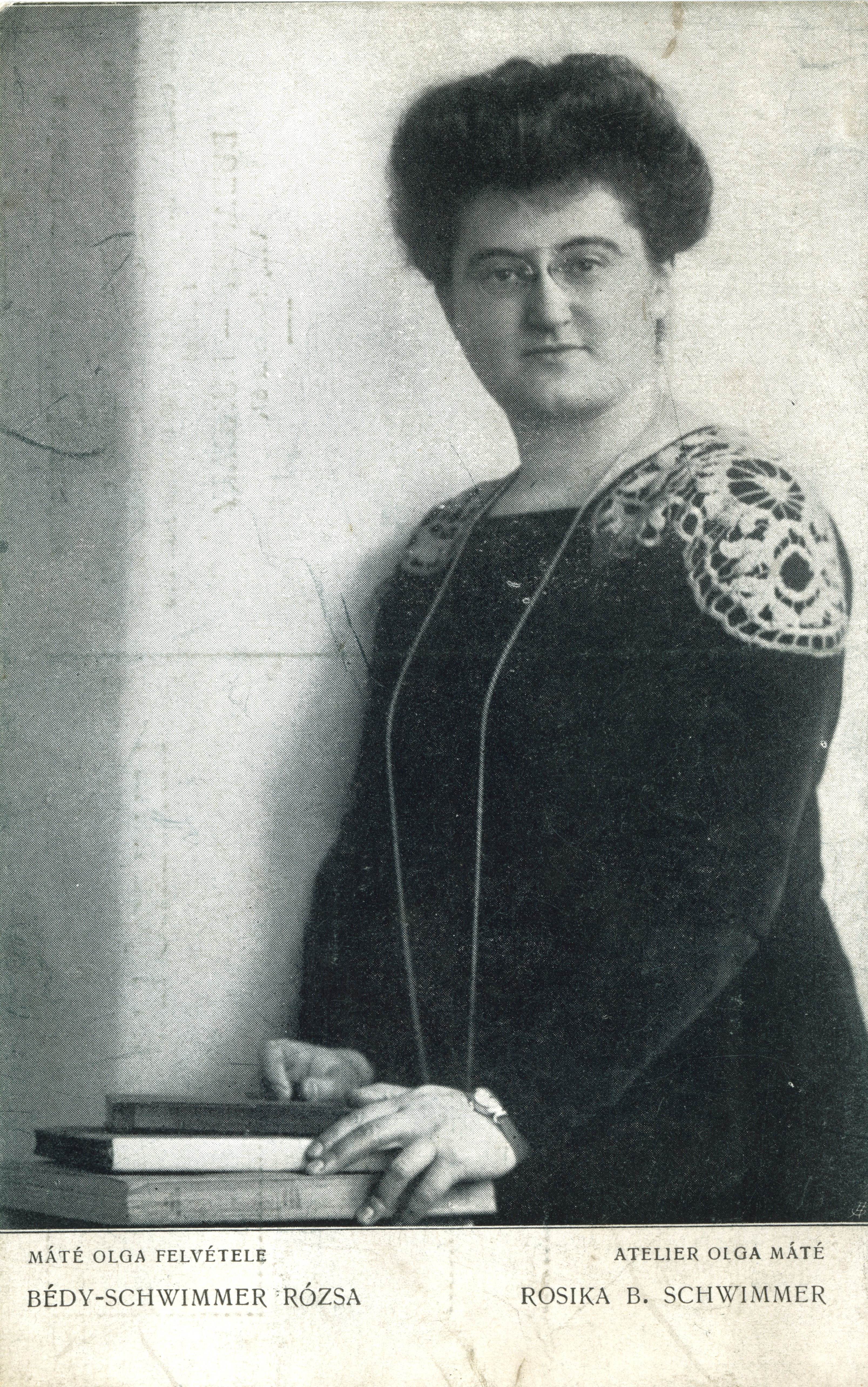
Bédy-Schwimmer Rózsa alapította Magyarországon a Feministák Egyesületét

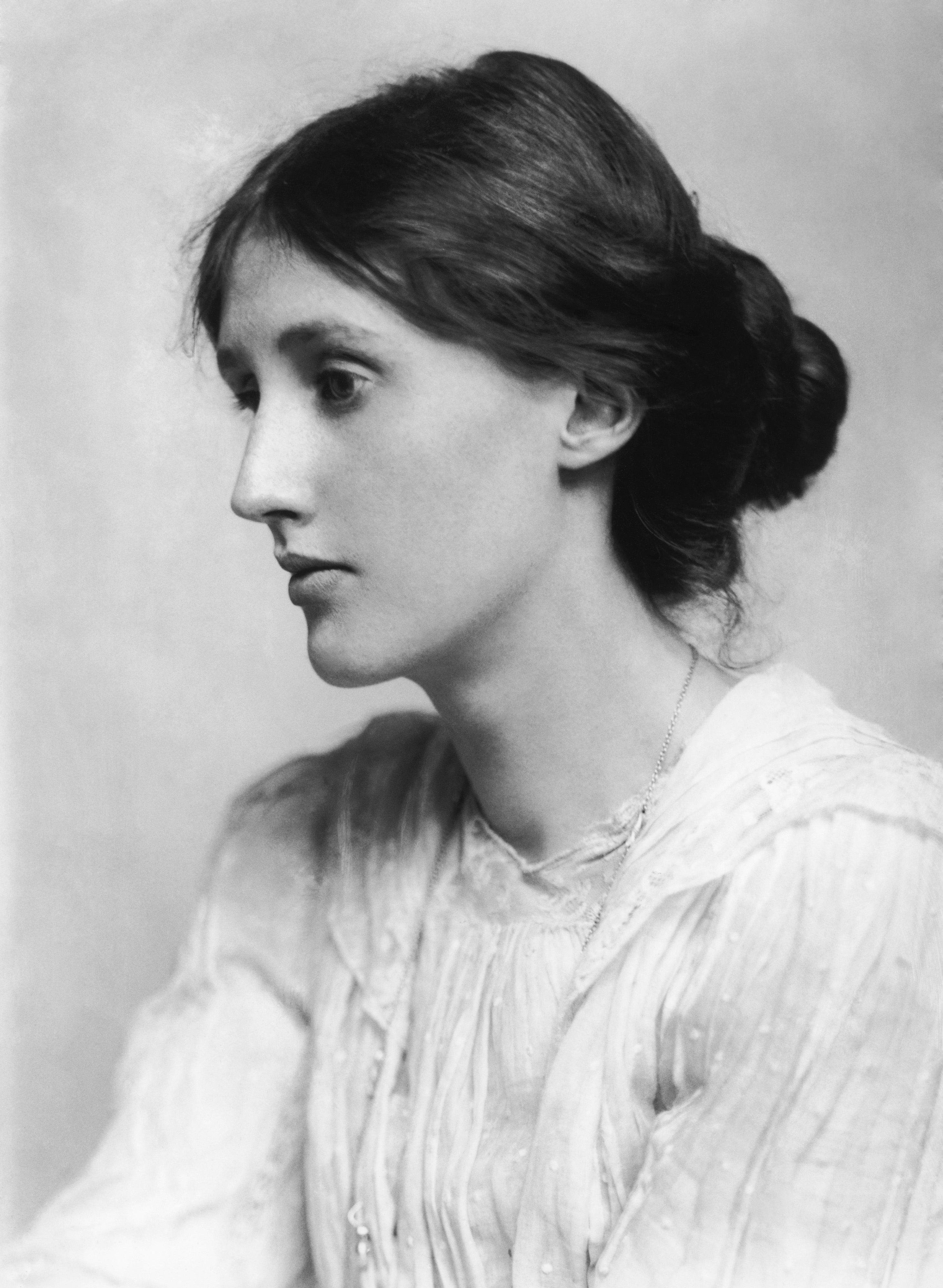
Virginia Woolf

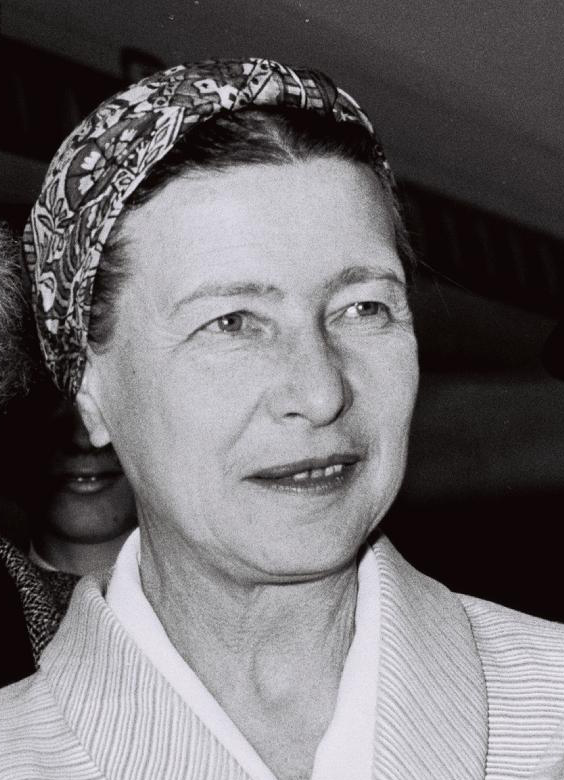
Simone de Beauvoir

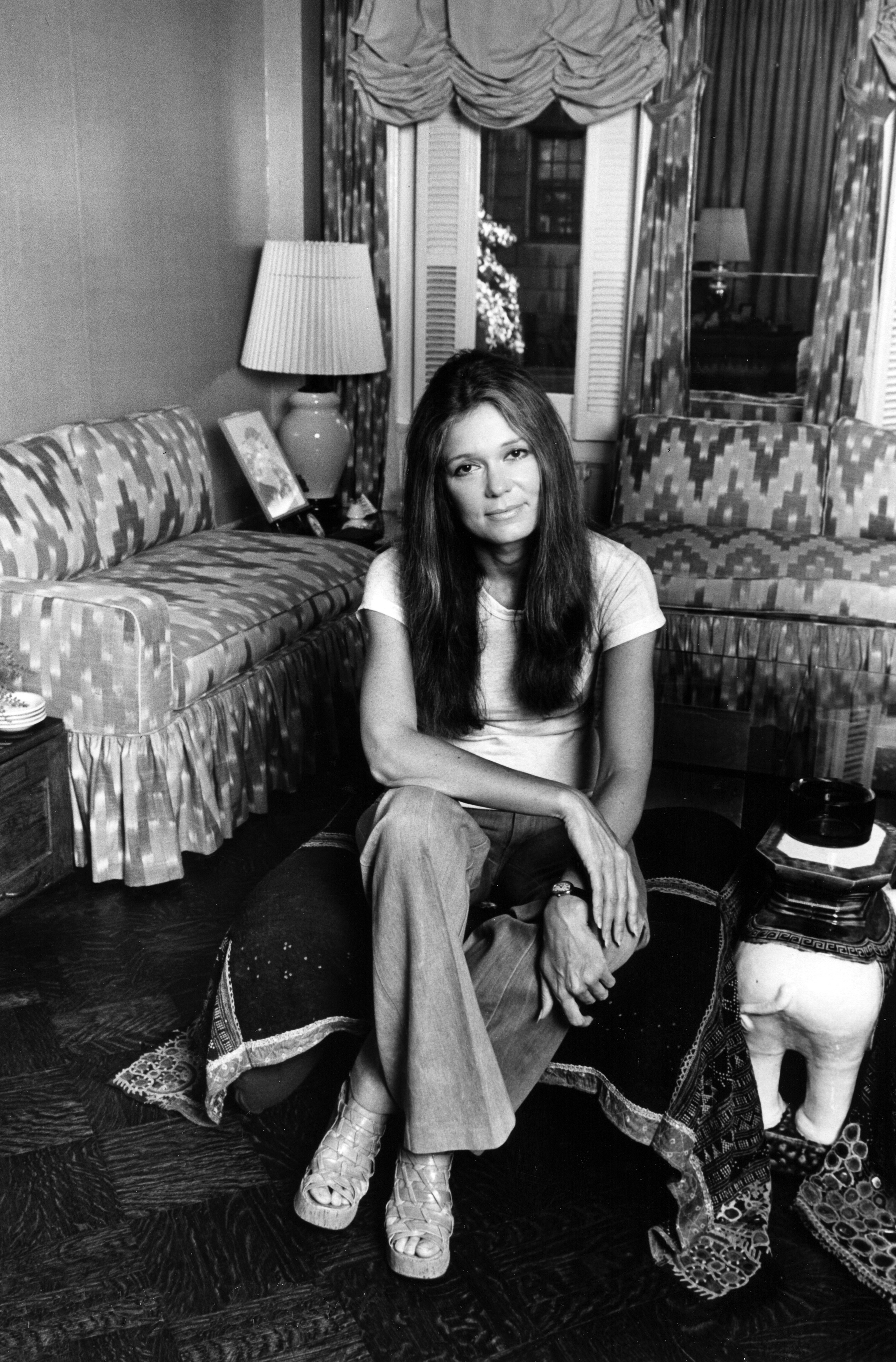
Gloria Steinem

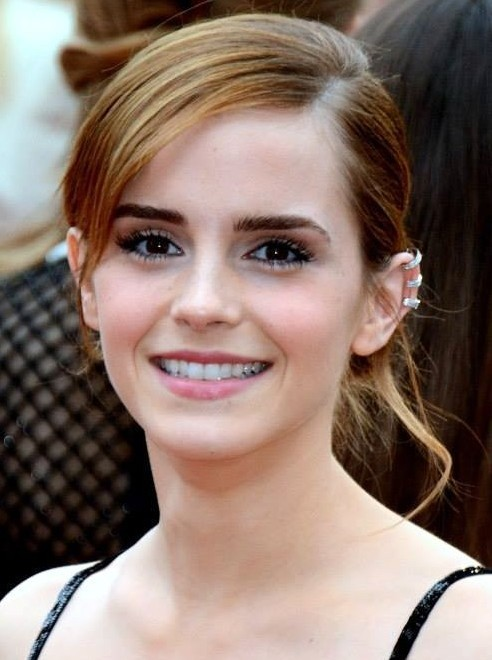
Emma Watson

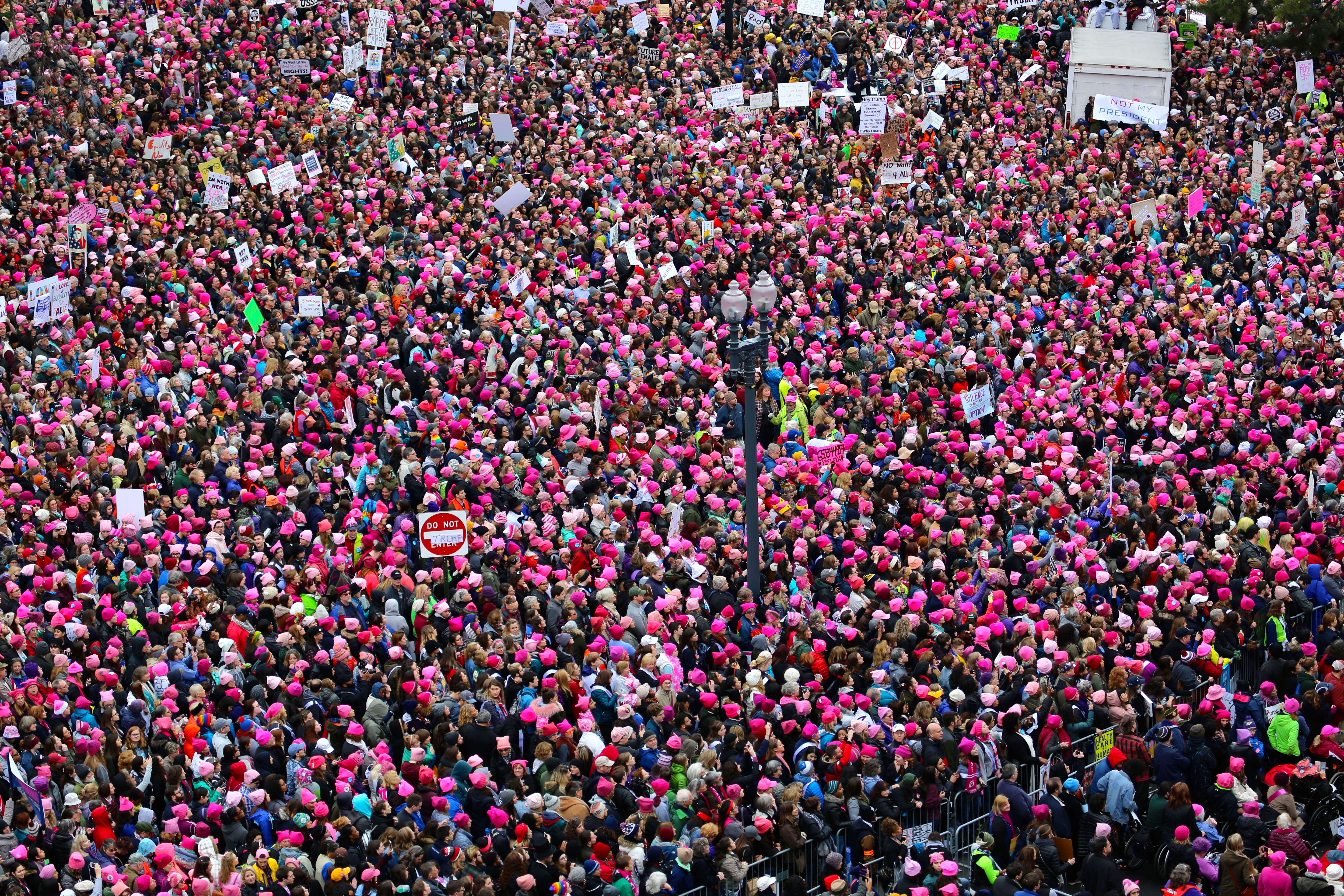
A Donald Trump amerikai elnök nőket tömegesen megalázó szexizmusa miatt szervezett Women's March felvonulás 2017-ben, Washingtonban

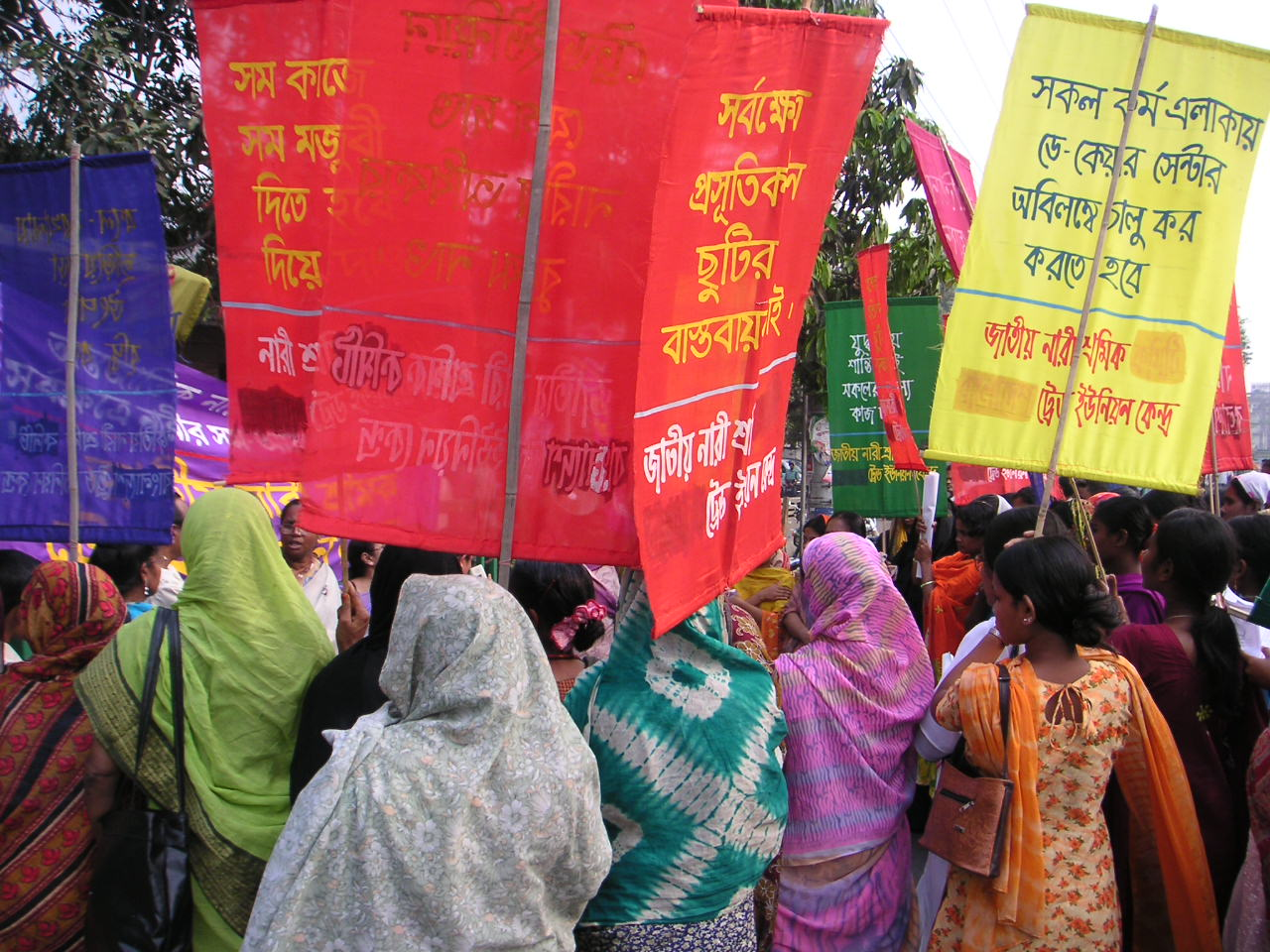
Nemzetközi nőnapi gyűlés Dakkában, Bangladesben, 2005. március 8-án, a National Women Workers Trade Union Centre szervezésében

A feminizmus olyan társadalomkritikai eszmerendszer és a hozzá kapcsolódó emberi jogi mozgalmak gyűjtőfogalma, melynek közös célja a nemek közti egyenjogúság társadalmi, gazdasági, kulturális, magánéleti és szexuális téren történő megvalósítása.
A nők jogait követelő hangok már a 17. században megjelentek, de a feminizmus első hulláma csak a 19. század második felére teljesedett ki. Ahogyan a társadalmak fokozatosan demokratizálódtak, és az egyes társadalmi osztályok között a különbségek – legalábbis jogi értelemben – megszűntek, úgy vált egyre fenntarthatatlanabbá, hogy a nők nem rendelkeztek választójoggal. Ennek elérése érdekében indult meg a 20. század elején a szüfrazsett mozgalom, amely különösen Angliában volt erős. (Ottani vezetője Emmeline Pankhurst volt.) Nagy visszhangot keltő akcióik napjainkban is példaértékűek a polgári engedetlenségi mozgalmak számára.
A feminizmus – számos irányzatának köszönhetően – rendkívül sokrétű, és az élet szinte minden területén érezteti a hatását. Egyes mozgalmak kifejezetten a nők gazdasági helyzetével foglalkoznak, mások a fizikai biztonságára helyezik a hangsúlyt, legyen szó akár a családon belüli, akár a munkahelyi erőszakról, vagy épp a prostitúcióról. Akadnak olyanok, akik az egészségügyre specializálódnak, vagy épp a törvények és a jog oldaláról közelítik meg a kérdést. A különböző irányzatokat a közös alapaxióma tartja össze, miszerint: „A nőket, mint társadalmi csoportot, számtalan hátrányos megkülönböztetés és erőszak éri pusztán azért, mert nők.” A feminizmus célja tehát az, hogy a nők számára is biztosítsa azokat az emberi jogokat és lehetőségeket, amelyek egy férfit megilletnek.

## Feminista mozgalmak története
A történelem feminista mozgalmainak három nagy hullámát különböztetik meg. Mindegyik szakasz, ugyanazokat a kérdéseket taglalja, különböző szempontból. A mozgalmakat egy viszonylag hosszú, ám gyakorlatilag eredménytelen időszak előzte meg, az úgynevezett „protofeminizmus”. Ez a szakasz nemcsak felhívta a nők figyelmét nők és férfiak eltérő jogi és társadalmi helyzetére, de az egyenjogúsági küzdelmeket is megalapozta. Egyesek szerint a feminista mozgalom az ezredfordulótól egy negyedik hullámban folytatódott és napjainkig is tart, de valójában ma már nem beszélhetünk egységes szerveződésről.
Az első hullámban az afroamerikai, a másodikban a leszbikus, a negyedikben a transznemű nőkkel szemben jelentek meg kirekesztő tendenciák.

## Protofeminizmus
A feminizmus kifejezés elsőként Franciaországban jelent meg 1872-ben, az Oxford English Dictionary először 1894-ben listázta ezt a szót. Bár a történelemben korábban is akadtak olyan nők, akiknek sikerült kiemelkedniük – elsősorban királynők, előkelők, írók és színésznők –, de ezek a nők még nem voltak feministának nevezhetők, hiszen csupán a saját érdekeiket képviselték. A szó szoros értelmében feministának azonban csak az nevezhető, „akinek van szeme a nők szisztematikus és nemükből fakadó elnyomására, és az önérvényesítés mellett nőtársai sorsát is szívén viseli.”
Az első nem szervezett felszólalások az újkorra estek, amikor az anyanyelvű kultúra megerősödése és a polgárosodás nyújtotta anyagi előnyök a nők egy vékony szeletének irodalmi ambícióival jártak együtt. Igaz, egyes csoportok már aktívan részt vettek a francia forradalomban, de az Emberi és polgári jogok nyilatkozatában még nem esik szó a nők jogairól. A köztársaság párthívei ugyanis az arisztokrata asszonyok és a filozófusnők kapcsán a nők szerintük túlzott politikai és társadalmi befolyására figyelmeztettek, illetve propagandájuk része volt a királynő állítólagos erkölcstelensége.
Az ún. protofeminista törekvések az emancipációs mozgalmak logikáját követték, a 19. században megjelenő értelmiségi nők széles körű, részben érzelmekre alapozó tevékenységet folytattak. A 19–20. század fordulóján a nők már nem csak az oktatás és a munkavállalás területén kívántak nagyobb szabadságot, de megjelentek a magánéletet érintő kérdések is, mint a szabad párválasztás vagy a gyerekvállalás.
Hazai vonatkozásban az egyik első momentumként Veres Pálné Beniczky Hermin Madách Imréhez intézett tiltakozó leveleit érdemes megemlíteni, amelyeket Madách megalázóan szexista hangvételűre fogalmazott MTA székfoglaló beszédének 1864-ben történt felolvasását követően írt. A leveleiben többek között a magyar lányok és a nők edukációjának fontosságát emelte ki.

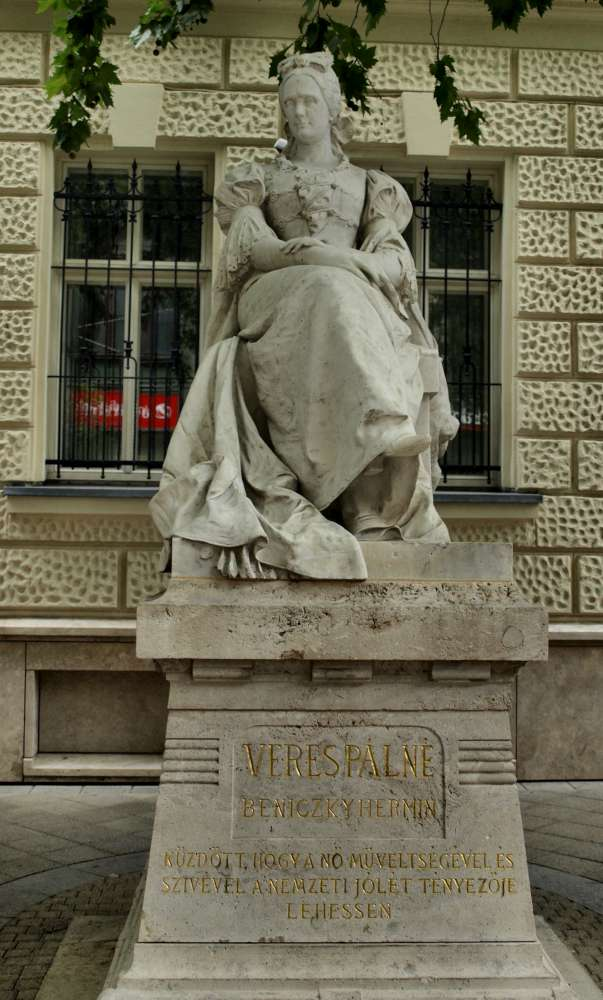
Veres Pálné Beniczky Hermin kapott Magyarországon először egészalakos köztéri szobrot

## Első hullám
Az első szervezett feminista hullám a századforduló idején indult Angliában, majd az Egyesült Államokban és a világ több pontján. Elsődleges célkitűzésnek a nők szavazati jogának kivívását tekintették. Innen ered a „szüfrazsett” (francia: suffrage, eredetileg latin suffragium, 'választójog') elnevezés, ami az első hullám gyakran használt jelzőjévé vált. Sok helyen csak részlegesen értek el sikert vagy évtizedekbe telt a törekvéseik megvalósítása. A mozgalom idővel egyre inkább radikalizálódott, így a Nők Társadalmi és Politikai Szövetsége (WSPU) 1912 és 1914 között 300 erőszakos akciót – gyújtogatás, merénylet, kirakatok bezúzása, művészeti alkotások elpusztítása – hajtott végre, sőt a merényletekért felelős WSPU sok esetben fizetett aktivistákat alkalmazott.
Az első hullám esetében többen kritizálták – a feministák harmadik hulláma is –, hogy az elithez és középosztályhoz tartozó, magas iskolai végzettségű nők akcióiról volt szó. Az első hullám történetének egyoldalúan nőjogi megközelítését beárnyékolja, hogy Nagy-Britanniában és Németországban a férfiak csak 1918-ban szereztek általános és egyenlő választójogot.
Az első formális hungarofeminista törekvésként Bédy-Schwimmer Rózsa és Glücklich Vilma 1904-ben megalapították az első magyar nőjogi szervezetet, a Feministák Egyesületét, amely 1949-ig, a női egyenjogúság törvénybe iktatásáig létezett. 1926-ban alakult meg a Magyar Nők Szentkorona Szövetsége Apponyi Albertné és Andrássy Klára vezetésével, mely a nők aktív és passzív választójogáért, a dolgozó nők jogaiért emelt szót 1944-es betiltásáig.

## Az első világháború
Az első világháború alatt a harcban álló feleknél megnőtt a nők munkaerejének jelentősége. A hátországban a termelés szinten tartása és a hadiipar felfutása csakis a nők munkába állásával volt lehetséges. A háború alatt bebizonyosodott, hogy a nők is képesek sok olyan feladat ellátására, amelyet korábban kizárólag férfiakra bíztak. A háború befejezésével a nők egy része nem kívánta visszakapni korábbi életét. Sokan hadiözvegyként a munkájuk megtartására kényszerültek.
A háborúban való részvételükért cserébe a nők Angliában választójogot szereztek[forrás?] (megjegyzendő, hogy a férfiak is az első világháborút követően kaptak általános választójogot), tehát jogi és politikai státuszuk rendeződött, azonban köztük és a férfiak között társadalmi különbségek adódtak. A fizetésük jóval alacsonyabb volt az azonos munkakörben dolgozó férfiakéhoz képest, magasabb pozíciókba, sem a gazdasági, sem a politikai szférában nem jutottak, és az oktatási rendszer is hátrányos megkülönböztetést alkalmazott a nőkkel szemben.[forrás?]
A feminista mozgalom a választójog kiterjesztése után is tovább élt, bár mind céljaiban, mind módszereiben sokat változott.
A női egyenjogúság eszménye a frissen alakult szekuláris Törökországban is ekkor kezdett terjedni, Tolnai Világlapja már 1926-ban leszögezi, hogy a választójogot leszámítva a török nők ugyanolyan jogokat élveznek, mint Európában.

## Virginia Woolf munkássága
Az igazi töréspontot a feminizmus történetében Virginia Woolf 1938–ban megjelent Három adomány című esszéje jelentette. (Ennek magyar nyelvű fordítását csak 2006–ban adták ki.) A tanulmány tulajdonképpen egy levél, válasz arra a kérdésre, hogyan lehet megakadályozni a háborút. (A könyv megírásakor még a spanyol polgárháború borzalmai foglalkoztatták a közvéleményt.)
Woolf folyamatosan kitér a válasz elől, arra hivatkozva, hogy ő a politikai okokat nem értheti meg, hiszen csak egy nő, de erre hivatkozva a nők társadalmi elnyomásán keresztül bemutatja, sőt ízekre szedi a korabeli társadalmat, és a politikai okokról a háború társadalmi okaira tereli a figyelmet. Ebben a művében Woolf lerántja a leplet a férfiak által irányított, hatalomvágytól és rangkórságtól szenvedő társadalomról. A nők helyzetének bemutatásán keresztül rávilágít arra, hogy az elnyomás eszközei, ha láthatatlanul is, de velünk élnek. A tudatalatti gondolatokban, a szokásokban, a szavakban. (Ez vezetett el később az Egyesült Államokban és Nyugat-Európában nagy jelentőségre szert tevő, ugyanakkor ellentmondásos politikai korrektség kialakulásához.)
A három adomány
Virginia Woolf 1938-as, nagy ívű és tág perspektívájú esszéjének kiinduló kérdése: miképp lehet megakadályozni a háborút? Woolfot mindig is foglalkoztatta a háború: regényeiben búvópatakként van jelen ez a motívum, a Három adományban viszont e köré rendezi a szöveget. A kérdés önmagában provokatív, mert retorikailag azt sugallja, hogy választ is kapunk rá. Woolf azonban ennél sokkal tisztességesebb: az egyértelmű végkövetkeztetésekről átcsúsztatja a hangsúlyt a társadalmi és kulturális jelenségeket szálakra szedő gondolatfutamokra.
A fogalom kiterjesztése
Ennél a pontnál lép túl a szerző a feminizmus korábbi értelmezésén. Szerinte a háború legfőbb oka, hogy nincsen valódi szabadság és egyenlőség az emberek között. A feminista mozgalomnak ezen programját egyrészt a pacifizmus legfőbb eszközeként jelöli meg, másrészt kiterjeszti minden emberre, legyen az férfi, nő vagy gyermek. Woolf magát a feminizmus szót is elavultnak tartotta, mert kirekesztőnek érezte. Később a Woolfot követő feministák nem találtak új szót az új mozgalomra, helyette csupán új jelentéssel ruházták fel a régit.
Woolf a háború mögött ott látja a háborús propagandagépezetet is, azonban szerinte ez csak a jéghegy csúcsa. Sosem lenne háború, ha az embereket nem tudnák manipulálni. Az igazi ok tehát az értelmiség, a média embereinek korrupciójára vezethető vissza. Woolf „szellemi prostituáltakként” bélyegzi meg a bértollnokokat, és arra kér mindenkit, aki anyagilag független, hogy véleményét és az igazságot minél szélesebb körben terjessze. Ehhez kapcsolódik a woolfi társadalomkoncepció legsajátosabb eleme, az ún. kívülállók társasága. Ezeknek a társaságoknak nyitottaknak kellene lenniük, formális vezetők nélkül kell működniük, hogy a hataloméhséget kizárják életükből. Sok más funkciójuk mellett pedig a nyilvános és közvetlen véleményformálás színhelyévé válhatnának.
A feminizmus egy széles körű társadalmi programot hirdet, amelyet minden embernek magán kell elkezdeni. Nagyfokú tudatosságot követel meg mindenkitől, hogy az elnyomás összes megnyilvánulási formáját, még „peteként” kiiktassuk a saját életünkből.
Jóllehet egyes feminista narratívák csökkentik a jelentőségüket, a korszak feminista szimpatizánsainak és ideológusainak jelentős része férfi volt.

## Amásodik világháború
Az elsőhöz hasonlóan a nők ismét tömegesen álltak a férfiak helyett munkába. Utána a mccarthyzmus alatt az 50–60-as évek Amerikájában erőteljes propagandával igyekeztek visszaterelni őket a hagyományos, tradicionális életvitelbe.

## Második hullám
A második hullám kiindulópontjának az 1960-as évekbeli Egyesült Államokat tekinthetjük, ahol a második világháború után robbanásszerűen megnőtt a felsőoktatásban tanuló nők száma, mindez azonban nem változtatott a hagyományos nemi szerepeken. A második (akárcsak a későbbi harmadik) hullám szoros kapcsolatban állt a korabeli radikális baloldali irányzatokkal és polgárjogi mozgalmakkal. A korábbiakhoz képest változást jelentett, hogy a politikai és szociális jogok igénylésén, például a munkához való jogon és a vezetői pozíciókhoz való hozzáférésen túl – a hatvanas évek szexuális forradalmával szoros összefüggésben – először merültek fel a magánszférához, a nemi élethez és a reprodukcióhoz fűző jogok. A „nő saját testéhez való jogával” kapcsolatban a korábban is tiltott nemi erőszak mellett ekkor kezdték el szabályozni a fogamzásgátlást, az abortuszt, a mesterséges megtermékenyítést és a szexuális zaklatást.
A második világháború után a feminizmus új irányzatai jelentek meg, például a szocialista feminizmus, az anarchista feminizmus, a liberális feminizmus, a kulturális feminizmus, a radikális feminizmus, ökofeminizmus, transzfeminizmus.

## Államfeminizmus
A feminizmus a 20. század második felében két földrajzi régióban számított különösen meghatározónak: az észak-európai skandináv országokban a fejlett emberi jogi és demokratikus kultúra, ezzel szemben a hidegháborús környezet következtében elszigetelődött kommunista keleti blokk országaiban. Mivel a feminizmushoz köthető irányzatok hosszú távon, állami szinten, kormánypolitikán túlmenően jelentkeztek, a szakirodalom mindkét esetben államfeminizmusról beszél.
Magyarországi ambivalens államfeminizmus
Ide sorolható a nők munkavállalásának felülről való ösztönzése, a politikai életben, a közigazgatásban vagy a felsőoktatásban a nők számának a megnövekedése. Miközben a kelet-európai rezsimek a feminizmust ideológiájuk részévé tették, lényeges különbségeket találhatunk: a szocialista országokban a nők tömeges munkába állítása részben akaratuk ellenére történt, részben propagandaelem volt. (Gondoljunk a sztálinizmusban a traktoroslányok imázsára és a a Rákosi-rendszerben ezzel gyökeresen szembehelyezkedő Ratkó-korszak abortusztilalmára, amit 1956 júniusában oldották fel, majd 1973-ban szigorítottak. A gyermektelenségi adót pedig az 1956-os forradalom után törölték el.) A nők hivatalos csoportjai (mint a Magyar Nők Országos Tanácsa) csak a pártállam kirakatszervezetei voltak. Az államfeminizmus ez esetben nem az egyes feminista csoportok önszerveződő politikai aktivizmusára épült, hanem a baloldali politikai elit felülről teremtette meg és irányította őket. Magyarországon 1945-1956 között az állami Magyar Nők Demokratikus Szövetsége, a Kádár-korszak alatt 1957-től 1989-ig pedig a Magyar Nők Országos Tanácsa (a korabeli köznyelvben: a "Nőtanács") volt hivatott a nők érdekeit kizárólag képviselni. Valódi érdekképviselet gyakorlatilag nem volt. A nőkre erős kettős terhelés hárult: dolgozhattak a férfiakhoz képest alacsonyabb bérért, emellett az otthoni fizetetlen háztartási reproduktív munka túlnyomó hányada rájuk hárult. A (2008-ig a nyugdíjminimummal arányosan emelkedő) GYES 1967-es és a GYED 1985-ös bevezetése csak fokozta a gyerekekről és idősekről gondoskodás elvárásait. Az 1973-as olajválságot követően nyugati hitelekből fenntartott (mű)jóléti fejlődésnek köszönhetően elterjedő háztartási gépek valamennyire oldották ezt a terhelést. A gyerekek után három évig folyósított GYES és GYED a munkából történő tartós kiszorulás miatt számos kismamát átmeneti depresszióba sodort. Az elején még konzervatív közmorál, majd a kezdetleges szexuális edukáció és a bő késéssel a hetvenes évekre begyűrűző hippikorszak szexuális forradalmának "enyhített" szocialista változatának hatására, a nyolcvanas évekre a nőkre megváltozott módon nehezedő szexizmus elnyomása és – különösen a szegény – nők kiszolgáltatott helyzete alig változott: Erkölcsi kaloda, szexuális tárgyként kezelés, szexualizálás, a családon belüli erőszak büntetlensége, a női test tabusítása, a létező szegénység mellett a hivatalos hallgatás a létező prostitúcióról stb. (A nők helyzetéről a szocializmusban többek között Susan Zimmermann és Tóth Eszter Zsófia szociológusok jóvoltából született a közelmúltban több kutatómunka.)

## Harmadik hullám
A harmadik, és egyben utolsó jelentős feminista mozgalom kezdete az 1990-es évek elejére tehető. Célja elsősorban a második hullám hibáira való rávilágítás volt. Az Egyesült Államokban ekkoriban vette kezdetét a globalizáció, és ez ráébresztette a társadalmat a faji és osztálybeli különbségek figyelmen kívül hagyására. Korábban minden feminista sikert középosztálybeli, fehér bőrű nők értek el és a kiterjesztett jogok is csak rájuk vonatkoztak. A munkásosztály és az afroamerikaiak továbbra is kiszolgáltatott helyzetben maradtak. De nem ez volt az egyetlen ok, amiért nem tekinthetjük teljesnek a második hullám sikereit. A munkahelyi hierarchián való feljebbjutás (üvegplafon) ugyanis továbbra is nehézségekbe ütközött, és jelentős fizetésbeli különbségek alakultak ki.[forrás?]

## Negyedik hullám

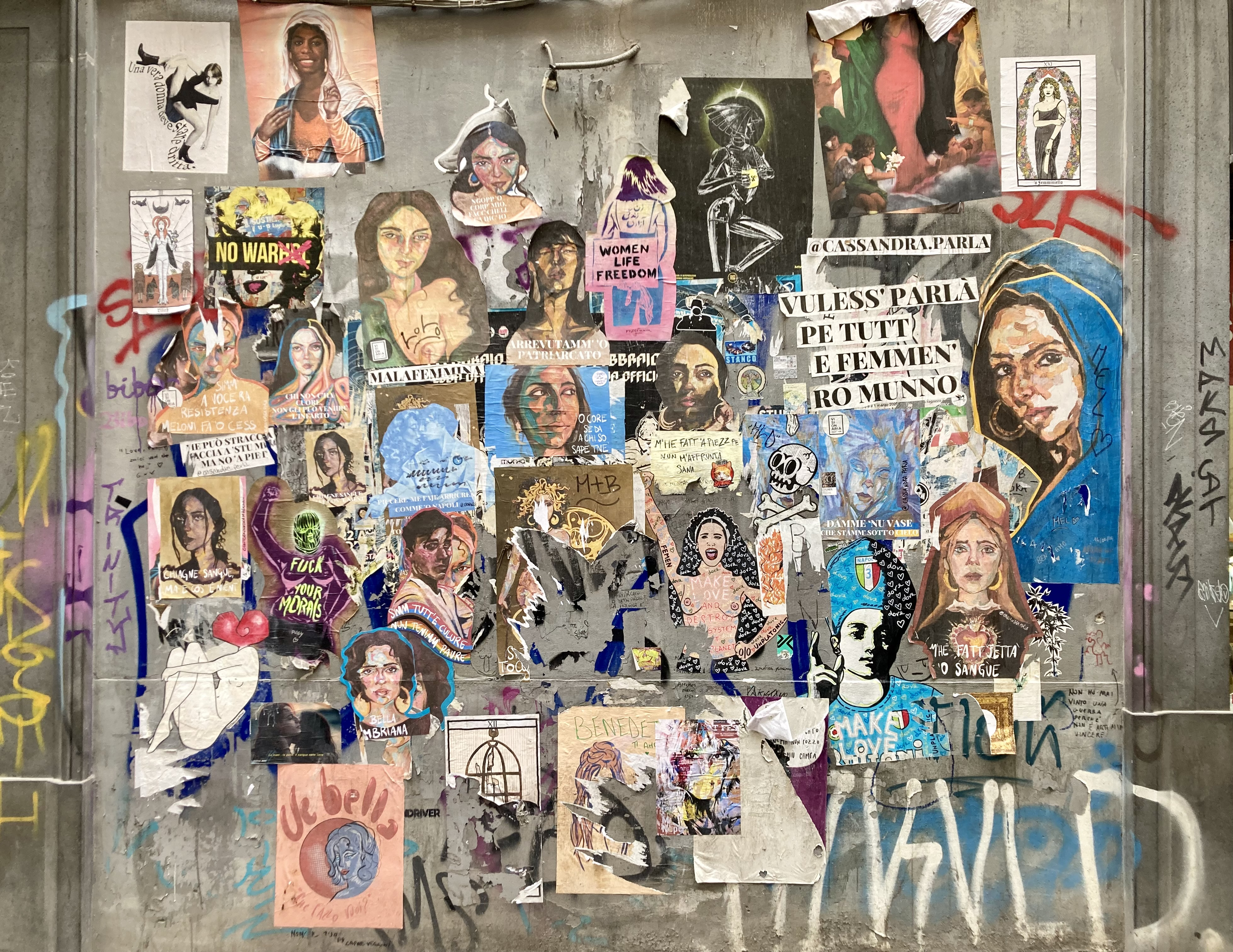
Csak nőket ábrázoló street art Nápolyban

A 2010-es évektől az internetes közösségi média segítségével elindulnak vagy aktivizálódnak különböző feminista mozgalmak, elsősorban Észak-Amerikában és Nyugat-Európában, másodrészt Dél-Amerikában. Számos esetben egy-egy kampány mentén. A digitális forradalom technológiai vívmányai fontos közösségszervező és kommunikációs eszközként funkcionálnak. A nemi erőszak kultúrájanak igazságtalansága, a burkoltan továbbra is létező szexizmus, a testszégyenítés, az áldozathibáztatás és a munkahelyi/utcai zaklatás kapcsán születtek kampányok és a hozzájuk kapcsolódó tüntetések, utcai akciók, mint például Torontóban a SlutWalk és 2017-ben, Hollywoodban a Harvey Weinstein botrány nyomán világszerte kifejlődött Me Too-mozgalom, valamint a Donald Trump amerikai elnök hímsovinizmusára reakcióként nagy tömegeket megmozgató Women's March. Az előző három hullámhoz képest gyengébb a lendület, a rávilágítás a társadalmi problémákra pontosabb és finomabb, a kitűzött célok letisztultabbakká váltak. A különféle irányzatok általában külön utakon járnak és néha konfliktusba is kerülnek egymással. Az antifeministák relativizálnak, egyéb hipotézisek mellett "túlkapásokat" és "eltúlzott igényeket" emlegetnek. (Modern szexizmus.) Általánossá vált a metszetszemlélet (interszekcionalitás) fogalma: az a paradigma, amely szerint egy adott személy nem csupán egy adott jellemzője vagy csoporthoz tartozása alapján lehet hátrányosan megkülönböztetett, hanem több különböző szempontból is lehetséges az elnyomása, valamint hogy ezek a tényezők egymással könnyen kölcsönhatásba és átfedésbe kerülhetnek.

## Napjaink magyar feminizmusa
Az 1989-es rendszerváltozás után 1990-ben alakult meg a Feminista Hálózat, ami jelenleg inaktív.
1991-óta évente rendezik meg a 16 Akciónap nevű eseménysorozatot. Az 1981-ben bevezetett nők elleni erőszak megszüntetésének világnapjaval kezdődik november 25-én. Aznap a NANE Egyesület a Néma Tanúk nevű csendes felvonulással emlékezik a nők elleni erőszak áldozataira. A 16 Akciónap december 10-ével az Az emberi jogok világnapjaval zárul.
1994-ben elindult az önszerveződő NANE Egyesület (Nők a Nőkért Együtt az Erőszak Ellen), amely elsősorban A nemi erőszak kultúrája eredményeként a nőket sújtó rendszerszintű erőszak áldozatainak segítésén, valamint annak ártalmainak csökkentésén dolgozik. Telefonos lelkisegély szolgálatot működtet és az erőszakot túlélő nőknek rendszeresen önsegítő és önbecsülés növelő csoportokat, eseményeket szervez. (A Szívdobbanás nevű projektjük pedig a a nők elleni erőszakkal kapcsolatos téves és ártalmas sztereotípiákat igyekszik csökkenteni az őket meghívó közoktatási/köznevelési intézményekbe, középiskolákba, egyetemekre.)
1999-ben alakult meg az előbbi két szervezet tagjaiból a Labrisz Leszbikus Egyesület. Deklarált céljuknak tekintik a cisznemű és transznemű, leszbikus és a biszexuális nők önelfogadásának és láthatóságának erősítését és a szélesebb társadalommal való dialógusukat. Az őket sújtó előítéletek hatékony oldását különböző publikációkon, ismeretterjesztésen és az egyesület iskolai programján keresztül. (Melegség és megismerés volt a neve, amit 2007-2023 között közösen végeztek a Szimpozion Egyesülettel. Folyamatosan fejlődő pedagógiai módszertana nagyban hasonlított a NANE Szívdobbanás projektjéhez.)
2003-ban – az esélyegyenlőségi törvény hatályba helyezésének évében – alakult meg a hazai női mozgalmak munkáját összefogó ernyőszervezetként a Magyar Női Érdekérvényesítő Szövetség (Röviden: Női Érdek).
A NANE-hoz szorosan köthető Patent Egyesület (Patriarchátust Ellenzők Társasága) női jogvédő szervezet 2006-ban alakult, amely főleg női jogvédelemmel és mellette a „Kapcsolódj be!” programjukkal társadalmi érzékenyítéssel is foglalkozik.
2008-ban alakult meg a NaTE (Nők a Tudományban Egyesület). Céljuk, hogy a tudomány és technológia területén minden nem tudását egyformán ismerjék el, és csak a valódi szakmai kompetencia számítson.
A 2009 óta működő, hivatalosan 2013-ban bejegyzett Nőkért Egyesület célja a társadalmi nemek, valamint a nőkkel szembeni erőszak és a szexizmus elleni küzdelem. Egyedüli civil szervezetként kiemelt tevékenysége a feminista mozgalmak és a nőtörténelem akadémiai szintű kutatása.
Az áldozathibáztatás csökkentésével és a jogi védelemmel foglalkozó Nem tehetsz róla, tehetsz ellene (NTRTE) Alapítvány 2014-ben alakult és 2021-ben jegyezték be.
2018 nyarán alakult a szociáldemokrata szemléletű Nők Egymásért Mozgalom, amely elsősorban közösségszervezéssel és tudatosságnöveléssel foglalkozik.
(A közhasznú szervezetekben - a néhány főállásban vagy részmunkaidőben foglalkoztatott munkavállalót leszámítva - többségében önkéntesek végzik a feladatok számottevő részét. Az átlátható költségvetésüket a tagdíjak, a magánszemélyek adományai és a külföldi dotációk teszik ki. Hazai pályázati forrásokból alig vagy nem jutnak támogatáshoz.)

## Bináris oppozíció elmélet
A logocentrikus gondolkodás ellentétpárokba rendezi a dolgokat: pozitív fogalmakkal jelöli a férfit (erős, okos) és negatív fogalmakkal a nőt (gyenge, érzékeny). Ez komplementarista felosztás a nőket negatív szerepkörbe deklarálja.

## Julia Kristeva
Szerinte nőiessé az válik, amit az adott társadalom mellékesnek tart. Ilyenek például a segélyre szorulók, az elesettek, az értelmiségi férfiak, balettos vagy jégtáncos férfi – női jegyeket kapcsolnak ezekhez a férfiakhoz.
Ennek eredménye a korábbinál is több konfliktus, megoszlottság a feministák között, és ami a legsúlyosabb következmény: Stigmatizáció. Napjainkban ugyanis a feminizmus egy kifordított értelmezése alapján azok a nők, akik a családot előbbre helyezik a karriernél, kiközösítés áldozatai lesznek a „feminista társadalom” által, mivel utóbbiak szerint az a nő, aki nem használja ki az esélyegyenlőséget a munkaerőpiacon, aláveti magát a régi értékeknek-s ezáltal a férfiaknak. Azonban sokan elfelejtik, hogy a feminizmus nem arról szól, hogy minden nőből sikeres üzletasszony legyen, hanem arról, hogy azt tehessék, ami a saját értékeiknek megfelel, és ebben ne ütközzenek akadályba megkülönböztetések által. A régi értékek is értékek, és ha egy nő a családot választja, tehesse meg anélkül hogy emiatt veszélybe kerüljön a megélhetése, megbecsülése.

## Hatása a művészetekre
- Karinthy Frigyes Capillária című regénye a nők és a férfiak társadalmi szerepének, a feminizmus-antifeminizmus gondolatkörének problémáját járja körül kifejezetten férfi nézőpontból.[21]
- Robert Merle Védett férfiak című könyve egy feminista irányzat karikatúrájaként született.[22]